# Salomon Gedde
Salomon Gedde (10. februar 1748 i København — 20. januar 1809) var en dansk officer.
Gedde var født som søn af generalmajor Samuel Christoph Gedde og Marie Elisabeth født Pechernaut de la Remiére. Han var broder til Hans Christopher Gedde og Christian Gedde. Han blev værkbase réformé 1758, virkelig 1759, underkonduktør 1760, men blev ej optaget i Ingeniørkorpset ved dettes oprettelse 1763. Derimod blev han i 1764 ved Artillerikorpsets oprettelse ansat i dette som sekondløjtnant med sin forrige anciennitet, premierløjtnant 1765, kaptajn og kompagnichef 1773, karakteriseret major 1788, virkelig 1790, oberstløjtnant 1795, detachementskommandør for artilleriet i Holsten 1796, kommandør for Artillerikorpset 1802. 1805 gik han efter ansøgning af fra artilleriet og blev kommandant i Frederiksstad. Han døde 20. januar 1809, en uge før han på kongens fødselsdag skulle udnævnes til generalmajor af infanteriet.
Han var 1784 blevet gift med Catharina Elisabeth Qvist (døbt i København 8. april 1752 – 13. oktober 1832), datter af Peter Jacobsen Qvist og Inger født Ivers.